# Șacal
Șacalul este un mamifer carnivor sălbatic din familia Canidae, asemănător cu lupul, dar mai mic decât acesta, cu coada mai scurtă și cu botul ascuțit. El trăiește în nordul Africii, în sudul Asiei și în sudul Europei și se hrănește cu animale mici și cu hoituri.

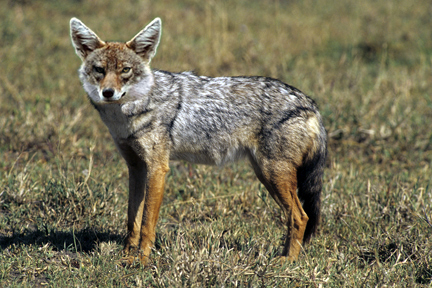
Șacal galben

Numele științific al șacalului galben este Canis aureus moreoticus, Geoffroy, 1835.

## Etimologie
Termenul provine din sanscrită, सृगलः însemnând „urlătoare”, prin intermediul persanului شغال și turcul çakal.

## Descriere
Este intermediar între lup și vulpe, având forma generală asemănătoare cu a vulpii, dar blana cu aceeași structură cu a lupului, fiind numit de aceea și „lup auriu”.
Lungimea corpului este de 70 cm - 1.5 m, fără a socoti coada (20–25 cm). La greabăn ajunge până la 50 cm înălțime. Greutatea maximă este între 12–15 kg.
Este, ca toate canidele, un animal potențial omnivor, dar care preferă alimentația carnivoră. Se hrănește cu insecte, păsări, șoareci și alte rozătoare, dar și cu porumb, struguri etc. De asemenea este și necrofag. Activitatea sa este preponderent nocturnă.
Împerecherea se face, asemenea celorlalte canide, în februarie-martie, gestația durând tot 62-63 zile. Cei 4-8 pui sunt lipsiți de vedere 2 săptămâni, iar după trei luni de la fătare sunt înțărcați.
Bârlogul de șacal nu este foarte adânc, dar este așezat de obicei în locuri singuratice, în văgăuni cu mărăcinișuri și alte locuri greu accesibile.

## În România
În România, șacalul este o apariție destul de rară. A fost semnalat în Banat, Oltenia, Muntenia și Dobrogea.
Șacalii au pătruns în fauna autohtonă încă de acum 50 de ani iar numărul lor este în creștere în partea de sud-est a țării.
Originar din India, a pătruns prin Iran și Turcia în Europa, în special în Grecia, Bulgaria și Albania, apoi în România.